# Helmut Schapper
Helmut Leonhard Schapper (* 1. August 1891 in Groß Möringen bei Stendal; † 20. April 1976 in Döllnitz) war ein evangelischer Theologe und als Propst leitender Geistlicher der Altmark in der Evangelischen Kirche der Kirchenprovinz Sachsen.

## Leben und Wirken
Helmut Schapper wurde als Sohn des Pfarrers Karl Schapper und dessen zweiten Ehefrau Anna Zitzke und somit Enkel des Theologen Karl August Schapper geboren. Nach dem Schulbesuch in Stendal nahm er 1909 das Theologiestudium an der Universität Tübingen auf und wurde am 3. Oktober 1920 zum Pfarrer in der Kirchenprovinz Sachsen der Kirche der Altpreußischen Union ordiniert.
Schapper übernahm im gleichen Jahr die Landpfarrstelle in Groß Möringen, in der sein dann erblindeter Vater 42 Jahre amtierte. Nach 1934 setzte sich Schapper vehement gegen die Ideologisierung der Kirche seitens der Deutschen Christen zur Wehr. In seinem Pfarrhaus trafen sich die der Bekennenden Kirche zugehörenden Geistlichen der Propstei Altmark, in der Schapper dann führend tätig wurde. Häufig wurde er von der Gestapo wegen seines Widerstandes gegen den Nationalsozialismus inhaftiert, doch mangels griffiger Beweise wurde er nach kurzer Zeit immer wieder freigelassen. Oft hatte er seine Haftzeiten in dem unmittelbar neben dem Dom in Stendal gelegenen Gefängnis zuzubringen, in dessen Zelle er sonntags die Domgottesdienste mithören konnte und an denen er sich – der Domorganist öffnete dazu die Fenster und stellte die Orgelregistrierung lauter – durch beschwingtes Mitsingen der Choräle beteiligte.
Familiär belastet und auch deswegen im Visier der Gestapo war Schapper durch den Prozess gegen seinen Bruder Karl Schapper im Jahre 1940 vor dem Volksgerichtshof. Dieser wurde wegen Hochverrats zum Tode verurteilt und am 1. Februar 1941 in Berlin-Plötzensee hingerichtet. Ein Gnadenersuchen Helmut Schappers hatte keinen Erfolg. Ein anderer Bruder war Gottfried Schapper, führender Beamter beim sogenannten Forschungsamtes des Reichsluftfahrtministeriums, eines Nachrichtendienstes, und von 1943 bis 1945 dessen Leiter.
Helmut Schapper wurde nach Ende des Krieges und innerhalb der Neuorganisation der nun selbständigen Evangelischen Kirche der Kirchenprovinz Sachsen im Jahre 1946 zum leitenden Geistlichen der Propstei Altmark berufen. Der Sitz der Propstei war in Stendal, doch blieb Schapper in seinem Möringer Pfarrhaus und amtierte dort auch weiterhin als Ortspfarrer. 
Als im Jahre 1952 die SED für die DDR mit einer rigorosen Strategie das Startsignal für den konsequenten „Aufbau des Sozialismus“ gab, blies man schonungslos auch zum Kampf gegen die Kirche: den Studentengemeinden wurde unterstellt, dass sie westlich gesteuert seien, und die Junge Gemeinde – die Jugendorganisation der Kirche – diffamierte man als „verlängerten Arm der Terrororganisation BDJ“. Helmut Schapper setzte sich dem DDR-Kirchenkampf zur Wehr. Im Jahre 1953 wurde er – ebenso wie der Studentenpfarrer Johannes Hamel in Halle (Saale) – in Untersuchungshaft genommen. Der „neue Kurs“ von Otto Grotewohl (er lud für den 10. Juni 1953 die evangelischen Bischöfe in der DDR zu einem Gespräch ein) verkündete dann die Aufhebung aller die Kirche belastenden Maßnahmen, die dann auch die Freilassung Schappers zur Folge hatte.
Im Jahre 1954 beendete Helmut Schapper seine Amtszeit als Propst der Altmark und übergab das Amt an Karl Schaper. Im Jahre 1963 wurde er als Pfarrer emeritiert, doch er wollte noch nicht in den Ruhestand verabschiedet werden: er wechselte in das Pfarrhaus der Gemeinde Döllnitz, wo er bis zu seinem Tode die Pfarramtsgeschäfte wahrnahm. In Groß Möringen trat sein Sohn Gerhard Schapper seine Nachfolge an und blieb dort bis 1984, so dass in jenem Altmarkdorf drei Schapper-Generationen insgesamt 105 Jahre als Pfarrer tätig waren.
Helmut Schapper war in erster Ehe mit Bertha Gräfin von Keller, in zweiter Ehe mit Sophie Heise verheiratet.